# HubSpot
HubSpot est une société B2B américaine qui développe et commercialise des logiciels pour l'inbound marketing, les ventes et le service à la clientèle. HubSpot a été fondée par Brian Halligan (en) et Dharmesh Shah en 2006.
Ses produits et services sont des outils pour la gestion de la relation client, le marketing par médias sociaux, les systèmes de gestion de contenu, la génération de pistes, la mesure de l'audience d'un site Web, l'optimisation des moteurs de recherche, le clavardage et le service à la clientèle.
Son siège social est à Cambridge dans le Massachusetts aux États-Unis. En mai 2019, la société a ouvert son neuvième bureau mondial et premier bureau français à Paris.

## Histoire
HubSpot a été créée en 2006 par Brian Halligan (en) et Dharmesh Shah au Massachusetts Institute of Technology (MIT).
Les fondateurs de HubSpot sont notamment connus pour avoir créé et développé la méthodologie Inbound Marketing et publié un ouvrage sous ce nom en 2010. 
La société est passée d'un chiffre d'affaires de 255 000 dollars en 2007 à 15,6 millions de dollars en 2010. En 2012, HubSpot a acquis Oneforty, la boutique d'applications Twitter fondée par Laura Fitton (en),.
À la même époque, la société a lancé un logiciel permettant de personnaliser les sites Web pour chaque visiteur. Selon Forbes, HubSpot a commencé par cibler les petites entreprises, puis « est montée en gamme de manière régulière pour servir les grandes entreprises comptant jusqu'à 1 000 employés »,.
HubSpot a déposé une demande d'introduction en bourse auprès de la Securities and Exchange Commission le 25 août 2014, demandant à être cotée à la bourse de New York sous le symbole HUBS,. La compagnie a levé plus de 140 millions de dollars en vendant des actions à 25 dollars pièce. L'action a explosé depuis, atteignant un sommet de 841,26 $ le 12 novembre 2021.
En juillet 2017, HubSpot a acquis Kemvi, qui utilise l'intelligence artificielle et l'apprentissage automatique pour aider les équipes de vente.
L'entreprise a déclaré un chiffre d'affaires d'un milliard de dollars en 2021.
En février 2021, Axios a rapporté qu'HubSpot allait acquérir The Hustle, une société de contenu et de bulletin d'information par courrier électronique axée sur les propriétaires de petites entreprises et les entrepreneurs,.
En septembre 2021, HubSpot a annoncé la nomination d'Yamini Rangan au poste de président-directeur général, tandis que Brian Halligan a quitté son poste et est devenu président exécutif de la société.

### Activités européennes
En 2013, la société a ouvert son premier bureau européen à Dublin (Irlande).
Les activités d'HubSpot en France ont commencé dès 2015 et la société a ouvert un bureau à Paris en mai 2019.

## Logiciels et services
HubSpot fournit des outils pour la gestion de la relation client, le marketing par médias sociaux, les systèmes de gestion de contenu, la génération de pistes, la mesure de l'audience d'un site Web, l'optimisation des moteurs de recherche, le clavardage et le service à la clientèle,,,.
HubSpot dispose de fonctions d'intégration pour Google Apps, Salesforce, SurveyMonkey, LinkedIn, SugarCRM, NetSuite (en), Microsoft Dynamics CRM et pour d'autres systèmes. La compagnie offre également des services tiers tels que des modèles et des extensions. En outre, HubSpot propose des services de conseil et une académie en ligne qui enseigne les tactiques de l'inbound marketing,. Elle organise également des conférences de groupes d'utilisateurs et des programmes d'inbound marketing et de certification.
HubSpot fait la promotion de ses concepts d'inbound marketing par le biais de son propre marketing, et a été qualifié de « créateur prolifique de contenu » tel que des blogues, des médias sociaux, des webinaires et des livres blancs.
En 2010, un article de la Harvard Business Review a déclaré que la fonction d'inbound marketing la plus efficace d'HubSpot était ses outils en ligne gratuits. L'un de ces outils, le Marketing Grader, évalue et note les performances des sites web,. La société a introduit une fonction de suivi de Twitter en 2011,.
En novembre 2016, HubSpot a lancé l'académie HubSpot, une plateforme de formation en ligne qui propose divers programmes de formation en marketing numérique.
En 2018, Hubspot a intégré Taboola sur le tableau de bord, un réseau publicitaire natif mondial de paiement au clic.
En novembre 2019, Hubspot a acquis PieSync, une plateforme de synchronisation des données clients.
En septembre 2023, lors de son événement INBOUND, Hubspot a annoncé le lancement de Hubspot AI, un ensemble de fonctionnalités basées sur l'intelligence artificielle destiné aux département marketing, commercial et service client.

### HubSpot CRM Free
La société a lancé HubSpot CRM Free en 2014. Le produit suit et gère les interactions entre une entreprise et ses clients et prospects. Il permet aux entreprises de prévoir les revenus, de mesurer la productivité de l'équipe de vente et d'établir des rapports sur les sources de revenus,,. Le produit sous forme de logiciel en tant que service est gratuit et s'intègre à Gmail, G Suite, Microsoft Office pour Windows et à d'autres logiciels.

### Conférences

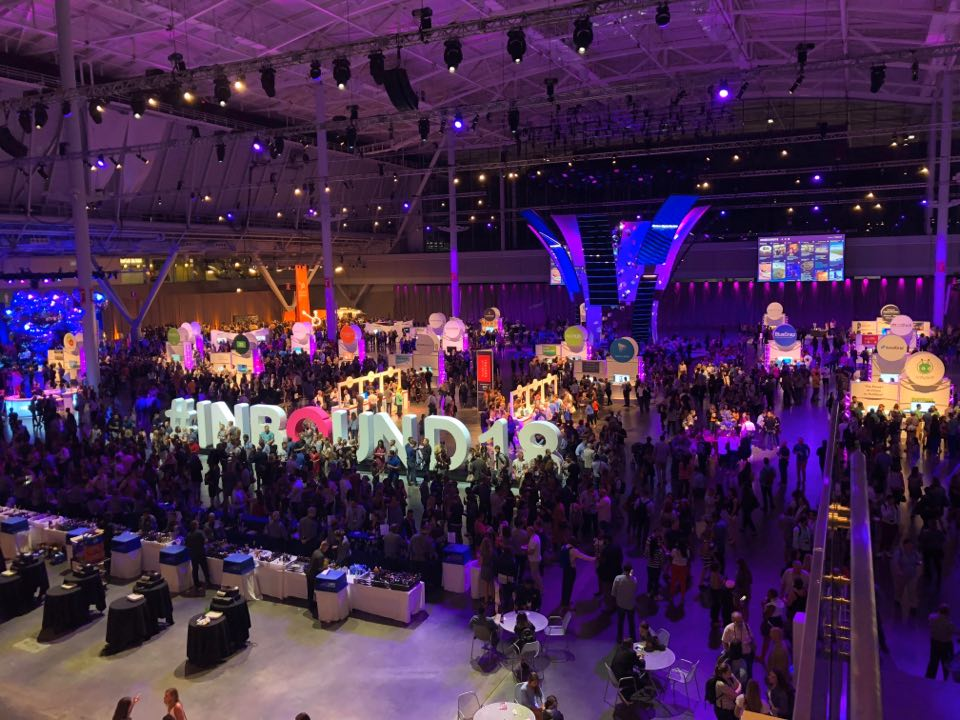
Vue intérieure du hall principal à Inbound

HubSpot organise une conférence annuelle sur le marketing pour ses utilisateurs et ses partenaires. L'événement, appelé INBOUND, se déroule généralement à Boston. La première conférence INBOUND a eu lieu en 2012. Depuis, des intervenants tels que Michelle Obama, Barack Obama, Tig Notaro et Issa Rae se sont exprimés lors de ces événements. En 2019, Hubspot a organisé la plus grande conférence de l'histoire de l'événement, avec un record de plus de 26 000 participants provenant de 110 pays,. 

## Controverse
En juillet 2015, le directeur marketing d'Hubspot, Mike Volpe, a été licencié pour avoir violé le code de conduite des affaires d'HubSpot. Il avait essayé d'obtenir une ébauche avant publication du livre Disrupted: My Misadventure in the Start Up Bubble (en) (traduction littérale, Perturbé : Ma mésaventure dans la bulle des start-ups), écrit par son ancien employé Daniel Lyons,. Selon un article du Boston Globe, des documents obtenus dans le cadre de la loi sur la liberté de l'information indiquent que les dirigeants d'HubSpot considéraient le livre comme « une menace financière pour HubSpot » et que Volpe a utilisé « des tactiques telles que le piratage de courriels et l'extorsion » pour tenter d'empêcher la publication du livre.
En avril 2016, après la publication de son livre, Lyons a écrit dans le New York Times que HubSpot avait une atmosphère de fraternité. Il a également qualifié l'entreprise d' « atelier de misère numérique » dans lequel les travailleurs avaient peu de sécurité d'emploi. Plus tard ce mois-là, les fondateurs d'HubSpot ont répondu officiellement au livre en abordant plusieurs, mais pas toutes, les affirmations de Lyons.

## Reconnaissances
Le Boston Business Journal (en) a désigné HubSpot comme l'un des meilleurs endroits où travailler en 2012. En 2015, l'entreprise a été nommée meilleure grande entreprise où travailler dans le Massachusetts par le Boston Globe,. En 2017, HubSpot a été classée septième par CNBC parmi les meilleurs endroits où travailler. Glassdoor a désigné HubSpot comme le meilleur endroit où travailler en 2020.